# サラリ君
サラリ君（サラリくん）は、西村宗による日本の漫画である。1980年から2010年まで、産経新聞で連載されていた。

## 概要
著者の代表作で、産経新聞朝刊に1980年3月24日付から2010年3月31日付きまでの約30年間連載されていた4コマ漫画である。当初は地方面に掲載されていたが、その後社会面に移動。2008年1月10日付から産経新聞東京本社版管内の一部でカラー化された。また、2008年3月20日付からは記事中の文字の拡大化に伴い、縦4段・横1列から縦2段・横2列の配列に変更された（最長8コマまでになることもある）。2009年6月9日付で連載10000回を突破した。
長らく社会面（左側の面）に掲載されていたが、東京本社版は2009年4月から第二社会面（右側の面）に掲載位置が変更された（2009年10月1日から発行が開始された九州・山口特別版も第二社会面に掲載）。大阪本社版は2009年7月からスポーツ面に移転した（社会面には南ひろこの『ひなちゃんの日常』が生活面から移動した）。
なお、九州版（2009年9月30日まで。同10月1日から東京・大阪版と同日・同内容掲載）・中京版（三重全域と名古屋市・岐阜市の一部は除く）では締め切りの関係でそれ以外の地域とは1日ずれた掲載になっていた。
連載から30周年を迎える区切りを迎えることと、西村の高齢などのため、2010年3月31日付をもって終了した。
その後、2011年1月から2017年3月まで泉大津商工会議所会報（会議所ニュース市民版）に人物設定をそのまま引き継いだ「サラリ君」を掲載していた。

## 作風・特徴
- 漫画家の長谷邦夫は、著書の『ニッポン漫画家名鑑』で「おっとりと暖かみのあるシンプルな線で、小市民をチクリと刺す四コマ」であると評している。
- 新聞4コマ漫画としては他紙のそれと比べて、短気で喧嘩っ早い性格のキャラクターが多い。掲載紙の性格上、保守的な内容が多かった。
- 四国遍路の事を「四国四十八個所めぐり」と書いたり〈正しくは四国八十八箇所めぐり）、“「ツンダラ」と言う言葉が流行っている”（「ツンデレ」の間違い？）と書いたり、きちんと調べたとは思えない表現が見受けられる。

## 主な登場人物
サラリのぼる
主人公。性格は新聞4コマ漫画の主人公にしてはかなり短気。
趣味はテレビ鑑賞・パチンコ。阪神ファンで優勝した時は風呂に飛び込んだりもしている。
よく他人の家(特に社長宅）を窓の外から覗き込む癖がある。大阪出身らしい。
なお、一度改名している。改名前の名前はサラリ・アゲローだった。
打ち切り間際に透明人間になる術を編み出した。
咲子
妻。性格は短気で見栄っ張りでヒステリック。その為サラリにモラハラを行うこともある。一見巨乳だがパット入り（たけし談）。
趣味は買い物・カラオケ。韓流ドラマにはまっており「日本海を東海ていうのよ」との発言も。
やたらサラリの手紙や日記やメールを勝手に読んではキレている。鹿児島出身らしい。
なお、夫と同じく一度改名している。改名前の名前はサラリ・ペッチャン子だった。
のりこ
長女。趣味は読書。ケータイにはまっており、出会い系サイトで見つけた男を家に連れ込んだりもした。
ハムスターを飼育していたが、飼育書を読んでる最中に死なせている。やや反抗期。
たけし
長男。勉強はあまり得意ではないが、一時東大進学を目指したことがある。一時期、九官鳥をペットにしていた。
海の味が塩辛いことすら知らなかった。
すみ
同居しているサラリの母。性格は偉そうな反面、どこかいじけたところがある。
経済力は意外とあり、よく旅行（海外含む）に行ったり、高級ブランドを買ったりしている。
なお、夫（サラリの父）は大東亜戦争で戦死したようだ。ペットのネコを溺愛している。一万回を越してからようやく名前が判明した。
シロ
サラリ家の飼い犬。以前は耳が垂れていたが耳が立つように咲子が整形させた。
タマ
姑の飼い猫。
社長（氏名不明）
サラリが勤務している会社「紅白物産」の社長。家も近所。年齢60歳位。
性格は偉そうな反面、真の実力者の嫁とは不仲で、よく夫婦喧嘩話や離婚話や別居話が出てくる。小学生になる孫がいる。
なお、経営能力には問題があり、過去に拳銃購入未遂・秘書の給料横領未遂や女優のスカートの中盗撮疑惑等やらかしている。
また、ボーナスや社員の昇給も嫁の顔色をうかがわないと出来ないようだ。
リストラには熱心だが（サラリもリスト入りしていた）、女性社員には甘い面がある。
社長の妻
「会長の娘」で「社長の会社の大株主」でもあるので、社長も頭が上がらない。「りつ子」という名前らしい。
マリ
サラリの会社に勤めるOL。ウマ年。結構もてるようで恋した回数は80回とも。性格は高慢で高飛車。
吉村
サラリの後輩社員。マリに惚れていてアタックしては悲惨な結果に終わるが、たまにデートにこぎつけたり、一緒にマンション探しをする話もあるので、望みはないわけではないようだ。なぜここまでマリに固執するのかについては不明。
人見ふみ
2006年春頃に初登場した女性社員。東大（大学院）卒。「吹けば飛ぶようなわが社（社長・談）」へ入社した志望動機は「危機感を持って仕事がしたい」。
会社始まって以来の高学歴者だけに社長には目をかけられており、一緒にオペラ鑑賞やら花見やらカラオケやらに誘われている。
「東大卒のふみちゃん」と社長に呼ばれることも。
長年に渡って登場している吉村やマリのフルネームですら不明であるにもかかわらず、準レギュラーにしては珍しく、フルネームが設定されている。
伊藤
角眼鏡をかけた女性。咲子と近所付き合いをしている。「高齢者ケアセンター」に親を入れている。
水鳥先生(白鳥先生)
売れない小説家。以前はベストセラーを出した事もあったらしい。妻がいる。水鳥と白鳥どちらが正しいのか不明。
タカハシ博士
科学者。専門は不明。モデルは作者の恩師らしい。